# Ronaldo
Ronaldo Luís Nazário de Lima (pronunciación en portugués: /ʁo'nawdʊ na'zaɾjʊ/; Río de Janeiro, 18 de septiembre de 1976), conocido deportivamente como Ronaldo, es un exfutbolista y dirigente deportivo brasileño. Conocido como O fenômeno (en español: «El fenómeno»), es considerado por diversos organismos, personajes y medios vinculados al deporte, como el mejor delantero centro de la historia del fútbol, así como uno de los mejores y más prolíficos atacantes. Desde el 3 de septiembre de 2018 hasta el 23 de mayo de 2025 fue el presidente y propietario del Real Valladolid Club de Fútbol de la Liga Española de fútbol.
En su plenitud deportiva, destacaba por su velocidad, su dribbling y su definición, hechos por los que fue incluido por la FIFA en el salón de la fama en el año 2016. y el 14 de diciembre de 2020 fue incluido como delantero centro en el Dream Team histórico del Balón De Oro.
Ronaldo comenzó su carrera en el Cruzeiro, donde ganó la Copa de Brasil y el Campeonato Mineiro, luego se mudó al PSV en 1994, siendo máximo goleador de la Liga de Países Bajos y campeón de la Copa de los Países Bajos. Se unió al Barcelona en 1996 por una tarifa de transferencia récord mundial, en el club azulgrana realizó la mejor temporada de su carrera en número de goles, ganando la Supercopa de España, la Copa del Rey y la Recopa de Europa, ese año fue nombrado Jugador Mundial del Año de la FIFA, lo que lo convirtió en el ganador más joven del premio con tan solo 20 años. En 1997, el Inter de Milán rompió el récord de la transferencia más cara de la historia hasta el momento. A los 21 años recibió el Balón de Oro y sigue siendo el ganador más joven del premio, en el equipo italiano ganó la Copa de la UEFA. En agosto de 2002, el Real Madrid anunció la compra del delantero, convirtiéndolo en uno de los pocos jugadores que ha estado en los dos lados del Clásico, además tuvo un hijo, Raúl Nazario. Con el club merengue ganó la Copa Intercontinental 2002, la Supercopa y el Campeonato de España; además, fue nombrado el Mejor Jugador del Mundo por la FIFA en 2002 y ganó el Balón de Oro ese mismo año. Su último club europeo fue el AC Milan: al incorporarse al club en 2007, pasó a la historia como uno de los jugadores que jugó para ambos equipos en el derbi de Milán. Sin embargo, su estadía fue corta debido a nuevas lesiones, lo que provocó que jugara solo 20 partidos en dos temporadas. Al final de su carrera, fue anunciado por el Corinthians en 2009, ganando una Copa de Brasil y un Campeonato Paulista. Jugó en el club hasta 2011, cuando anunció su retiro.
Figura de la selección brasileña que ganó la Copa Mundial de 2002, sumó a nivel de selecciones otra Copa Mundial (1994), una Copa Confederaciones (1997), una medalla de bronce en los Juegos Olímpicos (1996), y dos Copas América (1997, 1999); logró además un subcampeonato en la Copa Mundial de 1998. Es también el tercer goleador histórico de la selección brasileña con 62 goles, a quince de los logrados por Pelé en el momento de su retirada, y posteriormente sobrepasado por Neymar da Silva.
Fue galardonado con el Premio FIFA World Player en tres ocasiones (1996, 1997, 2002), con la Bota de Oro (1997), y el Balón de Oro como mejor jugador del mundo en 1997 y 2002. Asimismo, fue designado como el mejor jugador de la Copa Mundial de 1998 y como máximo goleador de la Copa Mundial de 2002, entre otros premios. En dicho torneo, el más prestigioso a nivel del selecciones del mundo, fue su máximo goleador histórico con quince goles, hasta que en 2014 fue superado por el jugador alemán Miroslav Klose.
A lo largo de su carrera, Ronaldo sufrió varias lesiones de larga duración, y tras su retirada se supo que aquejaba desde 2006 de hipotiroidismo, lo que limitó sus condiciones hasta ser la principal causa de su adiós al fútbol. Antes de conocerse la noticia de su salud, se acusaba a su sobrepeso como la razón de su bajada de rendimiento, el cual sin embargo era debido a su trastorno metabólico y que le impedía no solo alcanzar «su peso ideal» para el máximo nivel competitivo que se le exigía sino que su organismo se veía desacelerado.
Uno de los deportistas más comercializables del mundo durante su carrera como jugador, las primeras botas Nike Mercurial llamadas R9 fueron encargadas para Ronaldo en 1998. Fue incluido en la lista FIFA 100 de los mejores jugadores vivos compilada en 2004 por Pelé también y fue incluido en el Salón de la Fama del Museo del Fútbol Brasileño, el Salón de la Fama del Fútbol Italiano, el Salón de la Fama del Inter de Milán y el Salón de la Fama del Real Madrid.
Desde 2003 es embajador de buena voluntad de las Naciones Unidas, y desde 2016 embajador mundial del Real Madrid Club de Fútbol. Fue miembro de la Junta Directiva del Comité Organizador Local de la Copa Mundial de la FIFA Brasil 2014.

## Trayectoria como futbolista

### Inicios en Brasil y llegada a Europa
Ronaldo se formó futbolísticamente bajo la batuta de una leyenda del fútbol brasileño, Jairzinho. Gracias a él, logró llegar al fútbol de primera categoría cuando es fichado por el club brasileño Cruzeiro a la edad de 16 años y 236 días, después de impresionar por sus grandes habilidades futbolísticas y su excelente aporte goleador. Con tan solo 16 años ya había marcado 59 goles en 57 partidos ganados con la selección brasileña sub-17. Con los azules de Belo Horizonte consigue un Campeonato Mineiro y una Copa de Brasil.
Tras proclamarse campeón del mundo en EE. UU. en 1994, Ronaldo fichó por el club neerlandés de la ciudad de Eindhoven, el PSV. Ronaldo disputó dos temporadas que le sirven para convertirse en uno de los jugadores más pretendidos del fútbol mundial. Su periplo en los Países Bajos se saldó con una cifra aplastante: 42 goles en 46 partidos disputados que ayudaron al PSV para ganar la Copa de los Países Bajos y le valieron un premio de máximo realizador en la temporada 1994/95.

### Eclosión y consagración mundial previos a su primera lesión

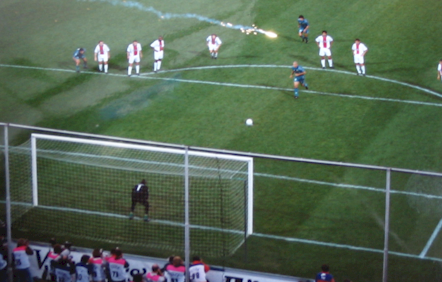
Ronaldo lanzando un penal en la final de la Recopa de Europa 1997 contra el París Saint-Germain Football Club.

Tras convertirse en el máximo goleador de la liga neerlandesa y ganar la Copa de los Países Bajos, se declara en rebeldía con el PSV Eindhoven y es contratado por el F. C. Barcelona de la Liga española de fútbol en 1996, a cambio de dos mil quinientos millones de pesetas, récord de la historia de los fichajes hasta ese momento, aunque este fue superado posteriormente por el traspaso de Alan Shearer desde el Blackburn Rovers al Newcastle FC en la temporada 1996-1997. Jugando en el Barcelona destaca a nivel internacional rápidamente, logrando su primer premio Fifa World Player. En el club español logra 34 goles en 37 partidos de Liga, gana la Copa del Rey de Fútbol, la Recopa de Europa, la Supercopa de España de Fútbol y queda subcampeón de la Liga. A final de temporada logró con la selección de Brasil la Copa América disputada en Bolivia al derrotar en la final a los anfitriones con marcador de 3-1. Ronaldo anotó uno de los goles de ese partido y fue declarado mejor jugador del campeonato.
En la Supercopa de España de Fútbol 1996, que enfrentaba al F. C. Barcelona con el Club Atlético de Madrid, Ronaldo efectuó un espectacular regate al defensa Geli, denominado en el argot futbolístico como «elástica», en su debut con el Barcelona.
Al final de la temporada, tras unas duras negociaciones con el presidente del F. C. Barcelona José Luis Núñez sobre la renovación del contrato y que finalmente no llegaron a nada en concreto, Ronaldo decidió aceptar la oferta del Inter, que abonó al F. C. Barcelona los cuatro mil millones de pesetas de la cláusula de rescisión del contrato de Ronaldo, récord de la época. La temporada de Ronaldo en las filas blaugranas finalizó con 47 goles en 49 partidos entre las competiciones de Liga (34), Copa del Rey (6), Recopa de Europa (5) y Supercopa Española (2).
Ronaldo se adaptó a Italia donde, junto con jugadores como Iván Zamorano, Álvaro Recoba y Javier Zanetti entre otros, logró ganar en esa misma temporada la Copa de la UEFA, venciendo en la final celebrada en París a la Lazio. Jugando con el Inter recibió el Balón de Oro del año 1997, gracias en parte a la gran temporada que realizó con el Barcelona. Con tan solo 21 años, aún sigue siendo el jugador que logró este galardón a una edad más temprana. Si bien Ronaldo marcó diferencias como futbolista en Italia, no logró obtener ni la Copa ni la liga italiana.

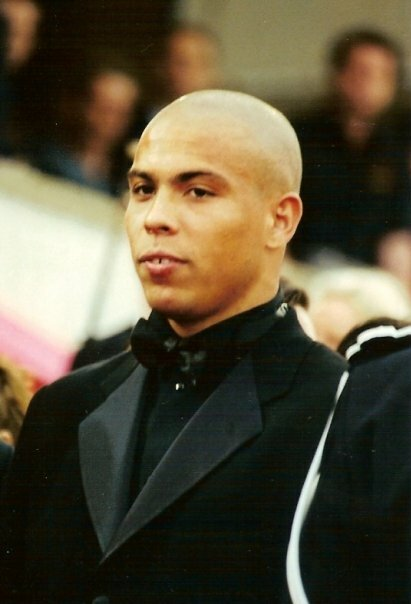
Ronaldo en el Festival de Cannes en 1999.

En junio de 1998 comienza la Copa del Mundo en Francia. La seleção cuenta con Ronaldo y parte como favorita para defender exitosamente su título. El primer partido se disputó el 10 de junio ante Escocia en el recién inaugurado Stade de France. Los brasileños vencieron 2-1. Sin embargo, sería en el partido siguiente en Nantes el 16 de junio cuando Ronaldo comenzaría su eclosión en el campeonato. Anotó el primer tanto del partido y habilitó a Bebeto para el tercer tanto para el marcador final de 3-0. El siguiente partido contra Noruega, disputado en Marsella el 23 de junio se saldó con una derrota para Brasil por marcador de 2-1 cuando en el último minuto Kjetil Rekdal anotó de penal para los noruegos. Aun así, Brasil clasificó a los octavos de final, en donde enfrentó a la Chile de su compañero de equipo Iván Zamorano. El partido se disputó en París el 27 de junio; Ronaldo anotó dos goles en el partido, que terminó 4-1 a favor de los auriverdes. En los cuartos de final se toparon con Dinamarca el 3 de julio en Nantes. El marcaje que se le hizo a Ronaldo en el partido le impidió figurar demasiado,[cita requerida] sin embargo el partido terminó a favor de Brasil 3-2.
En las semifinales Brasil se enfrentó a la selección de los Países Bajos. El partido se disputó el 7 de julio en Marsella. Ronaldo adelantó a los brasileños al minuto 48 de juego a pase de Rivaldo, pero en el minuto 88 Patrick Kluivert anotó el empate para la naranja mecánica. Después del tiempo extra (en el cual Ronaldo tuvo tres oportunidades de gol que fueron paradas satisfactoriamente por Edwin Van der Sar y su marcador Frank de Boer), Brasil finalmente derrotó a los Países Bajos por penales 4-2.
La final se disputó el 12 de julio en Saint-Denis ante el combinado francés de Zinedine Zidane y Thierry Henry. En esta ocasión Brasil fue superado y derrotado por los anfitriones con un claro 3-0. Sin embargo, hubo polémica en este encuentro con Ronaldo debido a que horas antes de la gran final, Ronaldo sufrió una serie de convulsiones en el hotel y en riesgo para no jugar la gran final. Aun así fue dado de alta. Ya en el partido, Ronaldo tuvo un choque en el aire con el portero Fabien Barthez que el árbitro no señaló como falta a favor del brasileño.
Después de la brillante actuación mundialista pero a la vez opaca actuación en la final ante Francia, Ronaldo obtiene el Balón de Oro al mejor jugador del mundial y regresa al Inter para la temporada 1998/99. En esta temporada otra vez le fue esquivo el título de la Serie A y no logró ningún título internacional con el club. Sin embargo, con el combinado de Brasil continuaba obteniendo éxitos importantes. En 1999 logró, tal y como hizo en 1997, la Copa América celebrada en Paraguay. En la final, el conjunto brasileño derrotó a Uruguay por 3-0 con dos goles de Ronaldo, quien además se consagró como máximo goleador del certamen, formando dupla atacante con Rivaldo. Sin embargo, al comienzo de la temporada 1999-2000, Ronaldo sufrió una falta en un Inter-Lecce que lo lesionó de gravedad de la rodilla derecha, rompiéndole parcialmente el tendón rotuliano de la rodilla derecha, por lo que estuvo seis meses de baja. Volvió a jugar el 12 de abril de 2000, pero se lesionó de nuevo en su primer partido, recayendo de su anterior lesión, produciéndose esta vez una rotura total del tendón rotuliano de la misma rodilla en un partido de copa contra la Lazio, mientras encaraba al portugués Fernando Couto (con quien había coincidido en el Barça). Esta lesión lo dejaría más de un año fuera de los terrenos de juego.

### Regreso a la actividad y a la élite
El técnico de Brasil, Luiz Felipe Scolari, convocó a Ronaldo a la selección brasileña para el la Copa Mundial de Fútbol de 2002. Brasil no llegaba como favorito debido a que no contaba con jugadores de muy alto nivel en la eliminatoria. Sin embargo, fue distinta la convocatoria para el Mundial, porque además de Ronaldo, Scolari convocó a una joven promesa del fútbol, Ronaldinho Gaucho.
Brasil debutó en el Mundial el 3 de junio de 2002 ante Turquía en Daegu. El partido comenzó mal para la verde-amarela ya que Hasan Sas anotó el primer tanto a favor de los turcos. En la segunda parte Brasil logró remontar el marcador y venció 2-1 con goles de Ronaldo y Rivaldo de penalti. El segundo partido disputado el 8 de junio en Seogwipo ante China fue relativamente sencillo para Brasil, que venció 4-0. Ronaldo anotó un gol en el partido. El último partido de la fase de grupos enfrentaría a Brasil y a Costa Rica en Suwon el 13 de junio. Ronaldo anotó los primeros dos goles y Edmílson el tercero, pero Costa Rica comenzó a presionar hasta dejar el marcador 3-2 a favor de la canarinha. El partido terminó 5-2 a favor de Brasil. De este modo la selección ganó su grupo y Ronaldo era su goleador con cuatro tantos.
En los octavos de final, Brasil chocaría con Bélgica en Kōbe el 17 de junio. Después de que a Bélgica le fuese anulado un gol en fuera de juego de su estrella Marc Wilmots, Brasil comenzó a mejorar y en la segunda parte anotó primero por intermedio de Rivaldo en el minuto 67 y Ronaldo en el minuto 87, terminando 2-0 a favor de Brasil.
En los cuartos de final se enfrentaron la canarinha y el combinado de Inglaterra en Shizuoka el 21 de junio. Los ingleses contaban con David Beckham y Michael Owenen su equipo titular. Precisamente sería Owen el que abriría el marcador merced a un error defensivo provocado por Lúcio. Ronaldo no logró destacar demasiado en el partido, pero Brasil derrotó 2-1 a Inglaterra. En semifinales se enfrentarían de nuevo a Turquía, una de las sorpresas del campeonato junto con Corea del Sur. El partido no generó problemas para Brasil que, con gol de Ronaldo, se impuso a los turcos por 1-0.

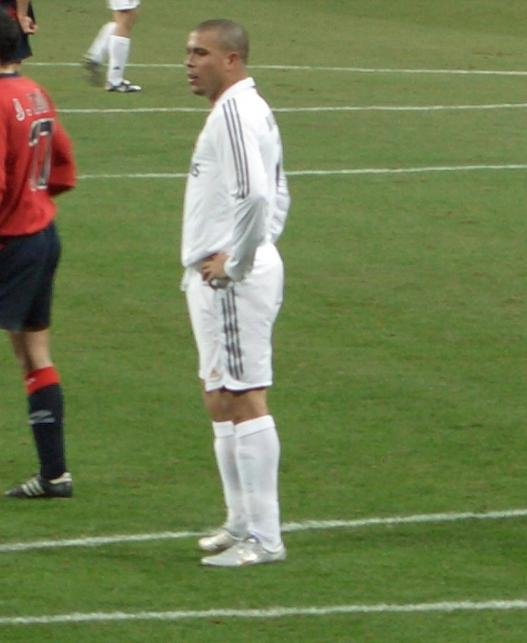
Ronaldo con el Real Madrid en 2005.

La final se celebró el 30 de junio en Yokohama ante Alemania, que tenía la mejor defensa del campeonato y al portero Oliver Kahn como candidato a ganar el Balón de Oro de la Copa del Mundo, pero contaban con la ausencia de Michael Ballack por acumulación de tarjetas. El partido se mostró igualado entre ambos equipos. Pero en el minuto 67, después de que Kahn no pudiera detener satisfactoriamente un disparo de Rivaldo, Ronaldo apareció al remate y anotó su séptimo gol en el torneo. Faltando once minutos para el final, una jugada combinada de Rivaldo y Kleberson dejó rezagada la defensa alemana y Ronaldo quedó libre ante Oliver Kahn para anotar el segundo tanto del partido, y el octavo suyo en el torneo. Brasil se consagró pentacampeón de la Copa del Mundo, Ronaldo recibió el Balón de Plata del Mundial y la Bota de Oro como máximo goleador con ocho anotaciones.
Ronaldo demostró en la Copa del Mundo que seguía siendo un jugador desequilibrante, veloz y con mucho olfato de gol. En 2002 también volvió a ganar el premio FIFA al mejor jugador y, tras ganar la final de la Copa del Mundo, fue traspasado al Real Madrid. Su mala relación con el entrenador del Inter de Milán, Héctor Cúper, fue el motivo de su adiós. De este modo se despedía del Inter anotando 58 goles en 99 partidos. El fichaje de Ronaldo fue el culebrón del verano de 2002 –llenando portadas de periódicos durante todo el mes de agosto– y se cerró por 45 millones de euros a una hora de que cerrase el mercado de fichajes.
En el mismo año que llegó al Real Madrid fue premiado con el Balón de oro antes de disputar un partido amistoso contra la selección mundial de la FIFA, juego que se celebró con motivo del centenario del Real Madrid. Junto con jugadores de talla mundial como son Zinedine Zidane, Luís Figo, Roberto Carlos, Raúl e Iker Casillas entre otros, formó parte de una plantilla que fue conocida con el sobrenombre de "los Galácticos". En su primera temporada consiguió conquistar una Copa Intercontinental, ganada ante el Olimpia de Asunción, y la Liga Española, ganada en el tramo final del campeonato a la Real Sociedad. Con 23 goles en su retorno a la Liga, Ronaldo fue el máximo goleador de su equipo y segundo del campeonato –tras Roy Makaay, que logró 29 en el Deportivo de La Coruña.
En su segundo año, Ronaldo logró una Supercopa de España ante el Real Mallorca, marcando en la vuelta de la final y dando un pase de gol a David Beckham, recién llegado al fútbol español. Sin embargo, un Real Madrid muy debilitado respecto a la temporada anterior, que sufrió numerosas bajas –entre ellas las del entrenador Vicente del Bosque, Fernando Hierro y Claude Makelele– no consiguió reeditar el título de Liga, ganado por el Valencia CF. A las órdenes del portugués Carlos Queiroz, Ronaldo solo pudo ganar el Pichichi del campeonato en 2004 con 24 tantos.

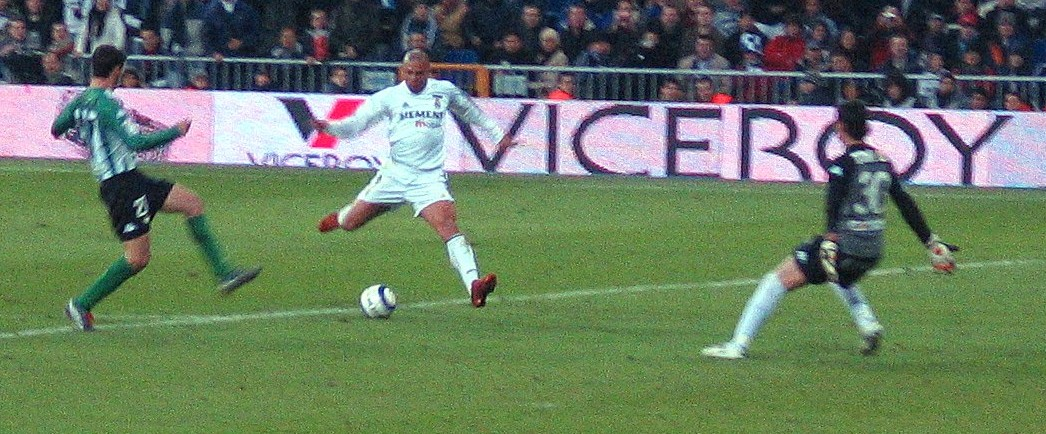
Ronaldo marca un gol con el Real Madrid ante el Betis.

Este sería el último título que logró con el Real Madrid, pues las dos siguientes Ligas fueron ganadas por el F. C. Barcelona, y en ambas Ronaldo fue superado en número de goles por el camerunés Samuel Eto'o, y por el uruguayo del Villarreal CF, Diego Forlán. En la temporada 2004-05, el Real Madrid reforzó su ataque con Michael Owen, que conformó un temible tridente ofensivo con Ronaldo y Raúl. No fue suficiente para ganar un título.
En 2005, empezada su cuarta temporada en el Real Madrid, Ronaldo obtiene la nacionalidad española y pasa a ocupar la plaza de jugador comunitario en competiciones domésticas y continentales europeas. Ronaldo sufre constantes lesiones y firma su peor temporada goleadora desde su recuperación, con solo 13 tantos. El Real Madrid volvió a ser subcampeón de Liga y fue eliminado de la Liga de Campeones de la UEFA por el Arsenal FC capitaneado por el francés Thierry Henry. Tras esta eliminación, el Madrid entró en un período convulso que significó el final de la era de los galácticos.

### El hipotiroidismo y su segunda lesión
En 2006 llega en un momento crítico para Ronaldo y el Real Madrid, pues su eterno rival el F. C. Barcelona se había llevado las ligas de la temporada 2004/2005 y 2005/2006 además de la Liga de Campeones 2005/2006 liderados por Ronaldinho. Ahora Ronaldo era convocado a la selección por Carlos Alberto Parreira. Sin embargo se creyó que no haría una buena actuación, debido a que había subido de peso y no estaba en muy buenas condiciones para jugar el Mundial. Esto se confirmó el 13 de junio en Berlín durante el primer partido de los pentacampeones ante Croacia. Ronaldo no apareció en el partido, y al final del juego, se impuso la canarinha con gol de Kaká, pero el equipo no mostraba el fútbol que lo hizo favorito a retener el título durante la fase eliminatoria.
En Múnich, Brasil enfrentaba a Australia que se había impuesto en los minutos finales a Japón por marcador de 3-1. El partido al igual que contra Croacia hizo ver a un Ronaldo en muy mal estado físico, aunque Brasil ganó por 2-0. El 22 de junio en partido contra Japón en Dortmund, las predicciones se torcieron al anotar Ronaldo los dos tantos que no solo le darían la victoria a Brasil por 4-1, sino que también harían que igualara el récord de Gerd Müller de goles anotados en copas del mundo. Luego el 27 de junio en Dortmund contra Ghana en los octavos de final, anotó el gol que lo convertiría en el jugador que ha hecho más goles en copas del mundo (récord que mantuvo durante ocho años, siendo superado por Miroslav Klose en 2014). Brasil ganó el encuentro ante los ghaneses por 3-0. Pero en los cuartos de final enfrentarían a la Francia de Zinedine Zidane, que de nuevo derrotó a Brasil por 1-0 en Fránkfurt. El único gol del partido fue anotado por Thierry Henry, que remató un centro de Zidane tras saque de falta. Sin embargó Ronaldo, junto a Roberto Carlos, fueron duramente criticados por los hinchas brasileños y la prensa, debido a su bajo rendimiento durante la Copa, señalando que Ronaldo debería haber dejado ese puesto a Robinho, que era la gran promesa del mundial. Ronaldo hizo su participación en la serie animada Los Simpson con el uniforme puesto del Real Madrid.
Tras el mundial, en la temporada 2006/2007, Ronaldo se despedía del Real Madrid. Tras vivir con Fabio Capello, entrenador del Real Madrid, una situación similar a la que vivió con Héctor Cúper, su entrenador en el Inter, acabó con el traspaso del jugador en el mercado de invierno de principios de 2007 al AC Milan. El entrenador italiano no consiguió que Ronaldo recuperase la forma, por lo que el Real Madrid decidió traspasarlo por 7,5 millones de euros. Una vez en Italia, en rueda de prensa expresó que estaba triste por tener que abandonar Madrid, además de dar las gracias a todos los técnicos que había tenido a lo largo de su estancia excepto a Capello.
Luego de su llegada al Milan, debió someterse a un tratamiento con medicamentos debido a un problema de una insuficiencia hormonal en la glándula tiroidea que puede producir un considerable aumento de peso.
Con este equipo, Ronaldo se convirtió en el primer futbolista de la historia en jugar los clásicos Real Madrid-Barcelona y Milan-Inter con los cuatro equipos, anotándole al rival local de turno, usando cualquiera de las cuatro camisetas.
El 13 de enero de 2008, Ronaldo volvió a jugar (después de una larga ausencia) en la victoria del AC Milan 5-2 frente al Napoli, marcando 2 goles.
El 13 de febrero de 2008, en un partido del Milan contra el AS Livorno Calcio, Ronaldo sufrió rotura del tendón rotuliano de la rodilla izquierda, una grave lesión en la que el plazo previsto de recuperación está estimado entre nueve meses y un año. La rodilla izquierda de Ronaldo era considerada hasta ese momento la rodilla buena, pues la derecha había sido afectada por su anterior lesión.

### Regreso a Brasil y retirada

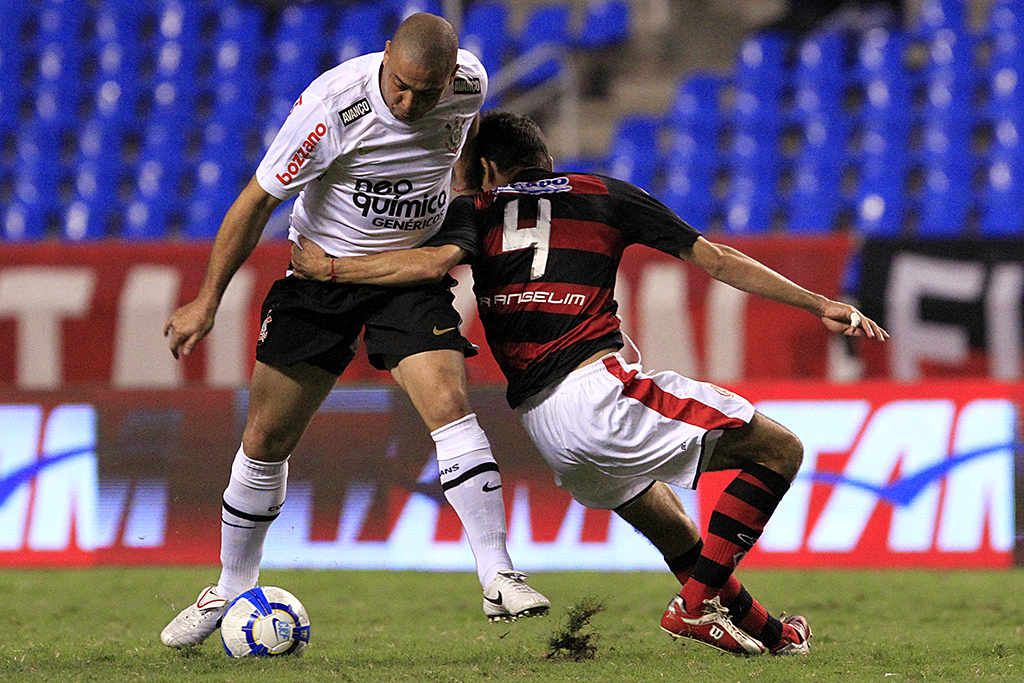
Ronaldo con el Corinthians, último equipo de su carrera como profesional.

El 30 de junio de 2008 terminó el contrato de Ronaldo con el AC Milan, pero el club rossonero se abstuvo de renovarle el contrato hasta la total recuperación de la lesión en la rodilla, por lo que el delantero estaba desempleado. Estuvo inactivo nueve meses por la rotura del patelar de la rodilla izquierda. El Milan estaba esperando la recuperación del jugador y no descartaba la posibilidad de iniciar negociaciones con el brasileño, pero Ronaldo no quería negociar con ningún club.
Se había rumoreado que Ronaldo podría ser cedido a préstamo al Flamengo de Brasil o incluso ser fichado por el club brasileño, pero el club rossonero negó cualquier negociación con el club carioca y no le dio autorización de negociar con el delantero. Sin embargo, el 9 de diciembre de 2008 fue traspasado al Sport Club Corinthians Paulista brasileño, segundo equipo de su país natal en el que militó, tras iniciarse en el Cruzeiro Esporte Clube antes de dar el salto a Europa.
Ronaldo se retira, acompañado de sus hijos y del presidente del Corinthians el 14 de febrero de 2011, comunicando que, entre otros problemas físicos, sufre desde hace cuatro años de hipotiroidismo y, según sus propias palabras «pienso en una jugada, pero no la ejecuto como quiero». Agregó que su única motivación era la Copa Libertadores en la que el Corinthians fue eliminado sorprendentemente a manos del Deportes Tolima. Eliminación por la que pide disculpas y que reconoce humildemente como un fracaso.
El último partido de su carrera como profesional lo jugó el 2 de febrero de 2011 en el estadio Manuel Murillo Toro, de la ciudad de Ibagué, Colombia; con el Corinthians frente al Deportes Tolima.
Algunos días después la selección brasileña anunció el partido de homenaje a Ronaldo entre su selección y la selección de fútbol de Rumania, en el Estadio Pacaembú. El partido de despedida se disputó el 7 de junio de 2011 y terminó con la victoria de Brasil por un marcador de 1-0. Ronaldo ingresó a los 30 minutos del primer tiempo y más adelante fue reemplazado por Nilmar. En el entretiempo, se despidió de la selección dando la vuelta olímpica ante la ovación de unos 30 000 espectadores.
Aunque medios y aficionados especularon sobre su posible regreso al fútbol en 2015 con el equipo Fort Lauderdale Strikers, propiedad del brasileño, el hecho no llegó a concretarse y señalaron de nuevo a su estado físico como el responsable de la negativa.

## Selección nacional
Ronaldo fue internacional con la selección de fútbol de Brasil en 98 ocasiones, marcando un total de 62 goles, marca solo superada por Pelé, y posteriormente a su retirada, por Neymar.
Internacionalmente Ronaldo es bicampeón de la Copa del Mundo en Estados Unidos 1994 y Corea- Japón 2002, bicampeón de la Copa América en 1997 y 1999 y, además, subcampeón del mundo en Francia 1998 y campeón de la Copa Confederaciones 1997. Ronaldo logró convertirse el máximo goleador de la Copa Mundial de Fútbol al alcanzar los 15 goles en la Copa Mundial de Fútbol de 2006, superando a Gerd Müller que tenía 14 goles. Posteriormente en el Mundial de Fútbol de 2014 celebrado en Brasil, Miroslav Klose lo superaría anotando 2 goles en dicho certamen y convirtiéndose en el actual máximo anotador en la historia de los mundiales con 16 tantos.
El 9 de junio de 2011 la verde-amarelha jugó un partido amistoso frente a Rumania con el principal objetivo de despedir a Ronaldo de la selección brasileña. Ingresó a los 30 minutos del primer tiempo y jugó tan solo 15 minutos.

### Participaciones Internacionales

#### Participaciones enCopas del Mundo
| Mundial                       | Sede                     | Resultado                | PJ                           | GA | Asis |
| ----------------------------- | ------------------------ | ------------------------ | ---------------------------- | -- | ---- |
| Mundial de USA 1994           | Estados Unidos           | Campeón                  | 0 (7 partidos como suplente) | 0  | 0    |
| Mundial de Francia 1998       | Francia                  | Subcampeón               | 7                            | 4  | 3    |
| Mundial de Corea y Japón 2002 | Corea del Sur y Japón    | Campeón                  | 7                            | 8  | 1    |
| Mundial de Alemania 2006      | Alemania                 | Cuartos de final         | 5                            | 3  | 1    |
| Total en Copas del Mundo      | Total en Copas del Mundo | Total en Copas del Mundo | 19                           | 15 | 5    |

#### Participaciones enCopas América
| Torneo                 | Sede                   | Resultado              | PJ | GA | Asis |
| ---------------------- | ---------------------- | ---------------------- | -- | -- | ---- |
| Copa América 1995      | Uruguay                | Subcampeón             | 1  | 0  | 0    |
| Copa América 1997      | Bolivia                | Campeón                | 6  | 5  | 2    |
| Copa América 1999      | Paraguay               | Campeón                | 6  | 5  | 2    |
| Total en Copas América | Total en Copas América | Total en Copas América | 13 | 10 | 4    |

#### Participaciones enCopa Confederaciones
| Torneo                    | Sede           | Resultado | PJ | GA | Asis |
| ------------------------- | -------------- | --------- | -- | -- | ---- |
| Copa Confederaciones 1997 | Arabia Saudita | Campeón   | 5  | 4  | 3    |

#### Participaciones enEliminatorias al Mundial
| Eliminatoria                           | Sede del Mundial | Posición      | Resultado   | PJ | GA | Asis |
| -------------------------------------- | ---------------- | ------------- | ----------- | -- | -- | ---- |
| Eliminatorias Mundial de Alemania 2006 | Alemania         | 1°lugar 34pts | Clasificado | 15 | 10 | 6    |

#### Participaciones enJuegos Olímpicos
| Campeonato            | Sede                    | Resultado    | PJ | GA | Asis |
| --------------------- | ----------------------- | ------------ | -- | -- | ---- |
| Juegos Olímpicos 1996 | Atlanta, Estados Unidos | Tercer lugar | 6  | 5  | 1    |

## Trayectoria como presidente
El 3 de septiembre de 2018 se convirtió en accionista mayoritario del equipo de fútbol español Real Valladolid tras la compra del 51% de las acciones del club.
En diciembre de 2019 pasó de tener el 51% de las acciones del club vallisoletano a tener el 72,7% comprando acciones que aún mantenía su predecesor Carlos Suárez Sureda.
El 18 de diciembre de 2021, Ronaldo se convirtió en el socio mayoritario del Cruzeiro de Brasil club en el que debutó en 1992. Ronaldo señaló: "tengo mucho que retribuirle al Cruzeiro y quiero llevarlo al lugar en que debe estar"; pues en el momento en que adquirió las acciones, el club se encontraba en segunda división.

## Vida privada

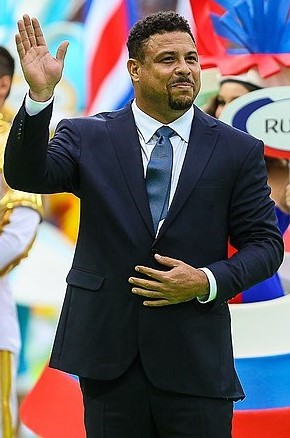
Ronaldo en junio de 2018.

En lo relacionado con su vida privada, es católico como su familia; y visitó en 1998 al Papa Juan Pablo II cuando jugaba para el Inter de Milán en la que le regaló dos camisetas, la de su equipo de ese entonces y de la selección de su país. Se casó en abril de 1999 con Milene Domingues. Este matrimonio duró 4 años y acabó en divorcio. La pareja tuvo un hijo llamado Ronald en 2000. Tras esta relación, Ronaldo protagonizó un gran escándalo, al simular una boda con la modelo brasileña Daniella Cicarelli, celebrándolo por todo lo alto en un lujoso castillo francés, y llevándose hasta allí a buena parte de la plantilla de su club, algo incomprensible dado que no se trataba de una boda legal. Por si fuera poco el brasileño se lesionó en un dedo del pie durante el baile de la fiesta y no pudo jugar el siguiente partido de su equipo, que perdió en casa 0-2 contra el Athletic Club. Esta relación duró solo 3 meses y el divorcio se produjo poco después de un aborto involuntario de Cicarelli. Mantuvo también una relación con la modelo brasileña Raica Oliveira, relación que duró hasta los últimos días de agosto de 2006.
También a finales de 2007 se le vinculó con un caso de pago a un brasileño travestido, que rápidamente fue desmentido por el mismo Ronaldo en una conferencia de prensa. En abril de 2008 salió a la luz en la investigación de la policía brasileña sobre el caso: Ronaldo había contratado a tres prostitutas, a quienes pagó 600 dólares por adelantado. Pero una vez estaban los cuatro en la misma habitación, Ronaldo descubrió que las meretrices resultaron ser travestis, quienes chantajearon al futbolista pidiéndole 30 000 dólares a cambio de no filtrar el suceso a la prensa y acusarle de haber consumido cocaína. Según un documento presentado por el líder de los travestis, Ronaldo le habría entregado un coche en lugar de la suma; posteriormente el futbolista denunció los hechos. En 2009, el travesti que acusó a Ronaldo, moriría debido a que era portador de sida.
Casado con María Beatriz Antony, tiene dos hijas y vive en São Paulo. En diciembre de 2010, después de una prueba de paternidad, Ronaldo reconoció un niño de cinco años, fruto de un encuentro con Michele Umezu, una camarera que le atendía durante la gira del Real Madrid en Japón durante la pretemporada de 2004. Ronaldo conoció a Umezu dos años antes, en 2002, cuando fue a Tokio para disputar la final de la Copa Intercontinental con el Real Madrid. El delantero declaró que “cuatro ya es mucho”, provocando su “cierre de la fábrica” y revelando, el 26 de diciembre de 2010, que recientemente se había realizado una vasectomía.
Ronaldo es además embajador de Buena Voluntad de la ONU. En la ocupación efectiva de dicho cargo, ha visitado diversas áreas del mundo, como Ramala, para participar en actividades en beneficio de los menos favorecidos.

## Estadísticas

### Clubes
Datos actualizados a fin de carrera deportiva.
En la temporada 1999-00 sufrió la primera lesión grave de rodilla de su carrera, que le apartó de la actividad el resto del curso, y el siguiente (2000-01) —un total de 21 meses de recuperación—. Posteriormente, en la 2007-08 sufrió la segunda lesión de rodilla, que le impidió de igual modo completar la temporada y sufrir 11 meses de convalecencia.
| Club                          | Temporada     | Div.          | Liga  | Liga  | Liga   | Regional     | Regional     | Regional     | Copas | Copas | Copas  | Internacional | Internacional | Internacional | Total | Total | Total  | Media goleadora |
| Club                          | Temporada     | Div.          | Part. | Goles | Asist. | Part.        | Goles        | Asist.       | Part. | Goles | Asist. | Part.         | Goles         | Asist.        | Part. | Goles | Asist. | Media goleadora |
| ----------------------------- | ------------- | ------------- | ----- | ----- | ------ | ------------ | ------------ | ------------ | ----- | ----- | ------ | ------------- | ------------- | ------------- | ----- | ----- | ------ | --------------- |
| Cruzeiro E. C. · Brasil       | 1993          | 1.ª           | 14    | 12    | 3      | 1            | —            | —            | —     | —     | —      | 6             | 8             | 3             | 21    | 20    | 6      | 0.95            |
| Cruzeiro E. C. · Brasil       | 1994          | 1.ª           | —     | —     | —      | 18           | 22           | 8            | —     | —     | —      | 8             | 2             | 1             | 26    | 24    | 9      | 0.92            |
| Cruzeiro E. C. · Brasil       | Total club    | Total club    | 14    | 12    | 3      | 19           | 22           | 8            | 0     | 0     | 0      | 14            | 10            | 4             | 47    | 44    | 15     | 0.94            |
| P. S. V. · Países Bajos       | 1994-95       | 1.ª           | 33    | 30    | 15     | Inexistentes | Inexistentes | Inexistentes | 1     | 2     | —      | 2             | 3             | —             | 36    | 35    | 15     | 0.97            |
| P. S. V. · Países Bajos       | 1995-96       | 1.ª           | 13    | 12    | 3      | Inexistentes | Inexistentes | Inexistentes | 3     | 1     | —      | 5             | 6             | 2             | 21    | 19    | 5      | 0.90            |
| P. S. V. · Países Bajos       | Total club    | Total club    | 46    | 42    | 18     | 0            | 0            | 0            | 4     | 3     | 0      | 7             | 9             | 2             | 57    | 54    | 7      | 0.95            |
| F. C. Barcelona · España      | 1996-97       | 1.ª           | 37    | 34    | 7      | Inexistentes | Inexistentes | Inexistentes | 5     | 8     | 1      | 7             | 5             | 1             | 49    | 47    | 9      | 0.96            |
| F. C. Barcelona · España      | Total club    | Total club    | 37    | 34    | 7      | 0            | 0            | 0            | 5     | 8     | 1      | 7             | 5             | 1             | 49    | 47    | 12     | 0.96            |
| F. C. Internazionale · Italia | 1997-98       | 1.ª           | 32    | 25    | 4      | Inexistentes | Inexistentes | Inexistentes | 4     | 3     | —      | 11            | 6             | 1             | 47    | 34    | 5      | 0.72            |
| F. C. Internazionale · Italia | 1998-99       | 1.ª           | 19    | 14    | 2      | Inexistentes | Inexistentes | Inexistentes | 3     | —     | —      | 6             | 1             | 2             | 28    | 15    | 4      | 0.54            |
| F. C. Internazionale · Italia | 1999-00       | 1.ª           | 7     | 3     | —      | Inexistentes | Inexistentes | Inexistentes | 1     | —     | —      | —             | —             | —             | 8     | 3     | 0      | 0.38            |
| F. C. Internazionale · Italia | 2000-01       | 1.ª           | —     | —     | —      | Inexistentes | Inexistentes | Inexistentes | —     | —     | —      | —             | —             | —             | 0     | 0     | 0      | 0               |
| F. C. Internazionale · Italia | 2001-02       | 1.ª           | 10    | 7     | 2      | Inexistentes | Inexistentes | Inexistentes | 1     | —     | —      | 5             | —             | —             | 16    | 7     | 2      | 0.44            |
| F. C. Internazionale · Italia | Total club    | Total club    | 68    | 49    | 8      | 0            | 0            | 0            | 9     | 3     | 0      | 22            | 7             | 3             | 99    | 59    | 10     | 0.60            |
| Real Madrid C. F. · España    | 2002-03       | 1.ª           | 31    | 23    | 4      | Inexistentes | Inexistentes | Inexistentes | 1     | —     | —      | 12            | 7             | 3             | 44    | 30    | 7      | 0.68            |
| Real Madrid C. F. · España    | 2003-04       | 1.ª           | 32    | 24    | 5      | Inexistentes | Inexistentes | Inexistentes | 7     | 3     | 3      | 9             | 4             | 1             | 48    | 31    | 9      | 0.65            |
| Real Madrid C. F. · España    | 2004-05       | 1.ª           | 34    | 21    | 7      | Inexistentes | Inexistentes | Inexistentes | 1     | —     | —      | 10            | 3             | 1             | 45    | 24    | 8      | 0.53            |
| Real Madrid C. F. · España    | 2005-06       | 1.ª           | 23    | 14    | 3      | Inexistentes | Inexistentes | Inexistentes | 2     | 1     | 1      | 2             | —             | —             | 27    | 15    | 4      | 0.56            |
| Real Madrid C. F. · España    | 2006-07       | 1.ª           | 7     | 1     | —      | Inexistentes | Inexistentes | Inexistentes | 2     | 1     | —      | 4             | 2             | —             | 13    | 4     | 0      | 0.31            |
| Real Madrid C. F. · España    | Total club    | Total club    | 127   | 83    | 19     | 0            | 0            | 0            | 13    | 5     | 4      | 37            | 16            | 5             | 177   | 104   | 35     | 0.59            |
| A. C. Milan · Italia          | 2006-07       | 1.ª           | 14    | 7     | 4      | Inexistentes | Inexistentes | Inexistentes | —     | —     | —      | —             | —             | —             | 14    | 7     | 4      | 0.50            |
| A. C. Milan · Italia          | 2007-08       | 1.ª           | 6     | 2     | —      | Inexistentes | Inexistentes | Inexistentes | —     | —     | —      | —             | —             | —             | 6     | 2     | 0      | 0.33            |
| A. C. Milan · Italia          | Total club    | Total club    | 20    | 9     | 4      | 0            | 0            | 0            | 0     | 0     | 0      | 0             | 0             | 0             | 20    | 9     | 5      | 0.45            |
| S. C. Corinthians · Brasil    | 2009          | 1.ª           | 20    | 12    | 5      | 10           | 8            | —            | 8     | 3     | 1      | —             | —             | —             | 38    | 23    | 6      | 0.61            |
| S. C. Corinthians · Brasil    | 2010          | 1.ª           | 11    | 6     | 1      | 9            | 3            | 5            | —     | —     | —      | 7             | 3             | —             | 27    | 12    | 6      | 0.44            |
| S. C. Corinthians · Brasil    | 2011          | 1.ª           | —     | —     | —      | 2            | —            | —            | —     | —     | —      | 2             | —             | —             | 4     | 0     | 0      | 0               |
| S. C. Corinthians · Brasil    | Total club    | Total club    | 31    | 18    | 6      | 21           | 11           | 5            | 8     | 3     | 1      | 9             | 3             | 0             | 69    | 35    | 6      | 0.51            |
| Total carrera                 | Total carrera | Total carrera | 343   | 247   | 65     | 40           | 33           | 13           | 39    | 22    | 6      | 96            | 50            | 15            | 518   | 352   | 99     | 0.68            |
| 1. 2. 3. 4. 5.                |               |               |       |       |        |              |              |              |       |       |        |               |               |               |       |       |        |                 |

### Selecciones
Datos actualizados a fin de carrera deportiva.
| Selección | Temporada     | Amistosos | Amistosos | Amistosos | Sudamérica (5) | Sudamérica (5) | Sudamérica (5) | Mundial (6) | Mundial (6) | Mundial (6) | Total | Total | Total  | Media goleadora |
| Selección | Temporada     | Part.     | Goles     | Asist.    | Part.          | Goles          | Asist.         | Part.       | Goles       | Asist.      | Part. | Goles | Asist. | Media goleadora |
| --- | ------------- | --------- | --------- | --------- | -------------- | -------------- | -------------- | ----------- | ----------- | ----------- | ----- | ----- | ------ | --------------- |
| Sub-17 · Brasil | 1993          | 50        | 51        | 21        | 7              | 8              | 1              | —           | —           | —           | 57    | 59    | 22     | 1,04            |
| Sub-17 · Brasil | Total         | 50        | 51        | 21        | 7              | 8              | 1              | 0           | 0           | 0           | 57    | 59    | 22     | 1,04            |
| Olímpica · Brasil | 1996          | 2         | 1         | 1         | —              | —              | —              | 6           | 5           | 0           | 8     | 6     | 1      | 0,75            |
| Olímpica · Brasil | Total         | 2         | 1         | 1         | 0              | 0              | 0              | 6           | 5           | 0           | 8     | 6     | 1      | 0,75            |
| Absoluta · Brasil | 1994          | 4         | 1         | 0         | —              | —              | —              | —           | —           | —           | 4     | 1     | 0      | 0,25            |
| Absoluta · Brasil | 1995          | 5         | 3         | 1         | 1              | 0              | 0              | —           | —           | —           | 6     | 3     | 1      | 0,43            |
| Absoluta · Brasil | 1996          | 4         | 5         | 0         | —              | —              | —              | —           | —           | —           | 4     | 5     | 0      | 1,25            |
| Absoluta · Brasil | 1997          | 9         | 6         | 5         | 6              | 5              | 1              | 5           | 4           | 2           | 20    | 15    | 8      | 0,75            |
| Absoluta · Brasil | 1998          | 3         | 1         | 1         | —              | —              | —              | 7           | 4           | 3           | 10    | 5     | 4      | 0,50            |
| Absoluta · Brasil | 1999          | 4         | 2         | 4         | 6              | 5              | 2              | —           | —           | —           | 10    | 7     | 6      | 0,70            |
| Absoluta · Brasil | 2000          | —         | —         | —         | —              | —              | —              | —           | —           | —           | 0     | 0     | 0      | 0               |
| Absoluta · Brasil | 2001          | —         | —         | —         | —              | —              | —              | —           | —           | —           | 0     | 0     | 0      | 0               |
| Absoluta · Brasil | 2002          | 5         | 3         | 1         | —              | —              | —              | 7           | 8           | 0           | 12    | 11    | 1      | 0,85            |
| Absoluta · Brasil | 2003          | 4         | 0         | 0         | 4              | 3              | 2              | —           | —           | —           | 8     | 3     | 2      | 0,38            |
| Absoluta · Brasil | 2004          | 4         | 0         | 2         | 7              | 6              | 1              | —           | —           | —           | 11    | 6     | 3      | 0,67            |
| Absoluta · Brasil | 2005          | 1         | 0         | 0         | 4              | 1              | 2              | —           | —           | —           | 5     | 1     | 2      | 0,20            |
| Absoluta · Brasil | 2006          | 2         | 2         | 0         | —              | —              | —              | 5           | 3           | 1           | 7     | 5     | 1      | 0,88            |
| Absoluta · Brasil | 2007          | —         | —         | —         | —              | —              | —              | —           | —           | —           | 0     | 0     | 0      | 0               |
| Absoluta · Brasil | 2008          | —         | —         | —         | —              | —              | —              | —           | —           | —           | 0     | 0     | 0      | 0               |
| Absoluta · Brasil | 2009          | —         | —         | —         | —              | —              | —              | —           | —           | —           | 0     | 0     | 0      | 0               |
| Absoluta · Brasil | 2010          | —         | —         | —         | —              | —              | —              | —           | —           | —           | 0     | 0     | 0      | 0               |
| Absoluta · Brasil | 2011          | 1         | 0         | 0         | —              | —              | —              | —           | —           | —           | 1     | 0     | 0      | 0               |
| Absoluta · Brasil | Total         | 46        | 23        | 14        | 28             | 20             | 8              | 24          | 19          | 6           | 98    | 62    | 28     | 0,63            |
| Total carrera | Total carrera | 98        | 75        | 36        | 35             | 28             | 9              | 30          | 24          | 6           | 163   | 127   | 51     | 0,78            |
| (5) Incluye los partidos del Sudamericano Sub-17 (1993); Copa América / Clasificatorias Sudamericanas (1995-05). (6) Incluye los partidos de los Juegos Olímpicos (1996); Copa FIFA Confederaciones (1997). |               |           |           |           |                |                |                |             |             |             |       |       |        |                 |

## Hat-tricks
| 1  | 31 de enero de 1993      | Hernán Ramírez Villegas, Pereira | Brasil Sub-17 - Chile Sub-17          |  | 3 - 2 | Sudamericano Sub-17 1993             |
| 2  | 5 de octubre de 1993     | Mineirão, Belo Horizonte         | Cruzeiro - Colo-Colo                  |  | 6 - 1 | Supercopa Sudamericana 1993          |
| 3  | 7 de noviembre de 1993   | Mineirão, Belo Horizonte         | Cruzeiro - EC Bahía                   |  | 6 - 0 | Campeonato Brasileño 1993            |
| 4  | 6 de marzo de 1994       | Mineirão, Belo Horizonte         | Cruzeiro - Atlético Mineiro           |  | 3 - 1 | Campeonato Mineiro 1994              |
| 5  | 24 de abril de 1994      | Mineirão, Belo Horizonte         | Cruzeiro - Uberlândia                 |  | 4 - 0 | Campeonato Mineiro 1994              |
| 6  | 13 de septiembre de 1994 | BayArena, Leverkusen             | Bayer Leverkusen - PSV Eindhoven      |  | 5 - 4 | Copa de la UEFA 1994-95              |
| 7  | 9 de abril de 1995       | Philips Stadion, Eindhoven       | PSV Eindhoven - FC Utrecht            |  | 4 - 0 | Eredivisie 1994-95                   |
| 8  | 26 de septiembre de 1995 | Philips Stadion, Eindhoven       | PSV Eindhoven - MyPa                  |  | 7 - 1 | Copa de la UEFA 1994-95              |
| 9  | 18 de noviembre de 1995  | Philips Stadion, Eindhoven       | PSV Eindhoven - De Graafschap         |  | 8 - 0 | Eredivisie 1995-96                   |
| 10 | 16 de octubre de 1996    | Albertão, Teresina               | Brasil - Lituania                     |  | 3 - 1 | Amistoso                             |
| 11 | 26 de octubre de 1996    | Camp Nou, Barcelona              | FC Barcelona - Valencia CF            |  | 3 - 2 | Primera División de España 1996-97   |
| 12 | 23 de febrero de 1997    | Camp Nou, Barcelona              | FC Barcelona - Real Zaragoza          |  | 4 - 1 | Primera División de España 1996-97   |
| 13 | 12 de marzo de 1997      | Camp Nou, Barcelona              | FC Barcelona - Atlético de Madrid     |  | 5 - 4 | Copa del Rey 1996-97                 |
| 14 | 13 de abril de 1997      | Vicente Calderón, Madrid         | Atlético de Madrid - FC Barcelona     |  | 2 - 5 | Primera División de España 1996-97   |
| 15 | 15 de octubre de 1997    | Leonardo Garilli, Piacenza       | Piacenza Calcio - Inter de Milán      |  | 0 - 3 | Copa Italia 1997-98                  |
| 16 | 21 de diciembre de 1997  | Rey Fahd, Riad                   | Brasil - Australia                    |  | 6 - 0 | Copa FIFA Confederaciones 1997       |
| 17 | 15 de febrero de 1998    | Giuseppe Meazza, Milán           | Inter de Milán - Lecce                |  | 5 - 0 | Serie A 1997-98                      |
| 18 | 1 de marzo de 2003       | Mendizorroza, Vitoria            | Deportivo Alavés - Real Madrid CF     |  | 1 - 5 | Primera División de España 2002-03   |
| 19 | 23 de abril de 2003      | Old Trafford, Gran Mánchester    | Manchester United FC - Real Madrid CF |  | 4 - 3 | Liga de Campeones de la UEFA 2002-03 |
| 20 | 2 de junio de 2004       | Mineirão, Belo Horizonte         | Brasil - Argentina                    |  | 3 - 1 | Clasificatorias Sudamericanas 2006   |
| 21 | 8 de julio de 2009       | Pacaembú, São Paulo              | SC Corinthians - Fluminense           |  | 4 - 2 | Campeonato Brasileño 2009            |

## Partidos internacionales absolutos
| Fecha      | Lugar                   | Local                          | Resultado | Visitante              | Competición                      | Goles           |         |
| ---------- | ----------------------- | ------------------------------ | --------- | ---------------------- | -------------------------------- | --------------- | ------- |
| 23-03-1994 | Recife                  | Brasil                         | 2-0       | Argentina              | Amistoso                         | -               | [ 63 ]  |
| 04-05-1994 | Florianópolis           | Brasil                         | 3-0       | Islandia               | Amistoso                         | Gol             | [ 64 ]  |
| 08-06-1994 | San Diego               | Brasil                         | 8-2       | Honduras               | Amistoso                         | -               | [ 65 ]  |
| 23-12-1994 | Porto Alegre            | Brasil                         | 2-0       | Yugoslavia             | Amistoso                         | -               | [ 66 ]  |
| 27-04-1995 | Valencia                | Valencia CF                    | 2-4       | Brasil                 | Amistoso                         | -               | [ 67 ]  |
| 17-05-1995 | Ramat Gan               | Israel                         | 1-2       | Brasil                 | Amistoso                         | -               | [ 68 ]  |
| 04-06-1995 | Birmingham              | Brasil                         | 1-0       | Suecia                 | Copa Umbro 1995                  | -               | [ 69 ]  |
| 06-06-1995 | Liverpool               | Brasil (1 Asistencia)          | 3-0       | Japón                  | Copa Umbro 1995                  | -               | [ 70 ]  |
| 11-06-1995 | Londres                 | Inglaterra                     | 1-3       | Brasil                 | Copa Umbro 1995                  | Gol             | [ 71 ]  |
| 11-10-1995 | Salvador                | Brasil                         | 2-0       | Uruguay                | Amistoso                         | Gol · Gol       | [ 72 ]  |
| 26-06-1996 | Vitória                 | Brasil                         | 3-1       | Polonia Olímpica       | Amistoso                         | -               | [ 73 ]  |
| 10-07-1996 | Florianópolis           | Brasil Olímpico (1 Asistencia) | 5-1       | Dinamarca Olímpica     | Amistoso                         | Gol             | [ 74 ]  |
| 14-07-1996 | Nueva York              | Brasil Olímpico                | 2-1       | FIFA                   | Amistoso                         | -               | [ 75 ]  |
| 21-07-1996 | Miami                   | Brasil Olímpico                | 0-1       | Japón Olímpico         | Juegos Olímpicos de Atlanta 1996 | -               | [ 76 ]  |
| 23-07-1996 | Miami                   | Brasil Olímpico                | 3-1       | Hungría Olímpico       | Juegos Olímpicos de Atlanta 1996 | Gol             | [ 77 ]  |
| 25-07-1996 | Miami                   | Brasil Olímpico                | 1-0       | Nigeria Olímpica       | Juegos Olímpicos de Atlanta 1996 | Gol             | [ 78 ]  |
| 28-07-1996 | Miami                   | Brasil Olímpico                | 4-2       | Ghana Olímpica         | Juegos Olímpicos de Atlanta 1996 | Gol · Gol       | [ 79 ]  |
| 31-07-1996 | Athens                  | Brasil Olímpico                | 3-4       | Nigeria Olímpica       | Juegos Olímpicos de Atlanta 1996 | -               | [ 80 ]  |
| 02-08-1996 | Athens                  | Brasil Olímpico                | 5-0       | Portugal Olímpica      | Juegos Olímpicos de Atlanta 1996 | Gol             | [ 81 ]  |
| 28-08-1996 | Moscú                   | Rusia                          | 2-2       | Brasil                 | Amistoso                         | Gol             | [ 82 ]  |
| 31-08-1996 | Ámsterdam               | Países Bajos                   | 2-2       | Brasil                 | Amistoso                         | -               | [ 83 ]  |
| 16-10-1996 | Teresina                | Brasil                         | 3-1       | Lituania               | Amistoso                         | Gol · Gol · Gol | [ 84 ]  |
| 18-12-1996 | Manaos                  | Brasil                         | 1-0       | Bosnia y Herzegovina   | Amistoso                         | Gol             | [ 85 ]  |
| 26-02-1997 | Goiânia                 | Brasil (1 Asistencia)          | 4-2       | Dinamarca              | Amistoso                         | Gol · Gol       | [ 86 ]  |
| 02-04-1997 | Brasilia                | Brasil (2 Asistencia)          | 4-0       | Chile                  | Amistoso                         | Gol · Gol       | [ 87 ]  |
| 30-04-1997 | Miami                   | México                         | 0-4       | Brasil (1 Asistencia)  | Amistoso                         | -               | [ 88 ]  |
| 30-05-1997 | Oslo                    | Noruega                        | 4-2       | Brasil                 | Amistoso                         | -               | [ 89 ]  |
| 03-06-1997 | Lyon                    | Francia                        | 1-1       | Brasil                 | Torneo de Francia                | -               | [ 90 ]  |
| 08-06-1997 | Lyon                    | Brasil (1 Asistencia)          | 3-3       | Italia                 | Torneo de Francia                | Gol             | [ 91 ]  |
| 10-06-1997 | París                   | Brasil                         | 1-0       | Inglaterra             | Torneo de Francia                | -               | [ 92 ]  |
| 13-06-1997 | Santa Cruz de la Sierra | Brasil                         | 5-0       | Costa Rica             | Copa América 1997                | Gol · Gol       | [ 93 ]  |
| 16-06-1997 | Santa Cruz de la Sierra | Brasil                         | 3-2       | México                 | Copa América 1997                | -               | [ 94 ]  |
| 19-06-1997 | Santa Cruz de la Sierra | Brasil                         | 2-0       | Colombia               | Copa América 1997                | -               | [ 95 ]  |
| 22-06-1997 | Santa Cruz de la Sierra | Brasil                         | 2-0       | Paraguay               | Copa América 1997                | Gol · Gol       | [ 96 ]  |
| 26-06-1997 | Santa Cruz de la Sierra | Brasil (1 Asistencia)          | 7-0       | Perú                   | Copa América 1997                | -               | [ 97 ]  |
| 29-06-1997 | La Paz                  | Bolivia                        | 1-3       | Brasil                 | Copa América 1997                | Gol             | [ 98 ]  |
| 10-08-1997 | Seúl                    | Corea del Sur                  | 1-2       | Brasil                 | Amistoso                         | Gol             | [ 99 ]  |
| 13-08-1997 | Osaka                   | Japón                          | 0-3       | Brasil                 | Amistoso                         | -               | [ 100 ] |
| 12-12-1997 | Riad                    | Arabia Saudita                 | 0-3       | Brasil (1 Asistencia)  | Copa Confederaciones 1997        | -               | [ 101 ] |
| 14-12-1997 | Riad                    | Brasil                         | 0-0       | Australia              | Copa Confederaciones 1997        | -               | [ 102 ] |
| 16-12-1997 | Riad                    | Brasil                         | 3-2       | México                 | Copa Confederaciones 1997        | -               | [ 103 ] |
| 19-12-1997 | Riad                    | Brasil                         | 2-0       | República Checa        | Copa Confederaciones 1997        | Gol             | [ 104 ] |
| 21-12-1997 | Riad                    | Brasil (1 Asistencia)          | 6-0       | Australia              | Copa Confederaciones 1997        | Gol · Gol · Gol | [ 105 ] |
| 25-03-1998 | Stuttgart               | Alemania                       | 1-2       | Brasil                 | Amistoso                         | Gol             | [ 106 ] |
| 29-04-1998 | Río de Janeiro          | Brasil                         | 0-1       | Argentina              | Amistoso                         | -               | [ 107 ] |
| 31-05-1998 | Bilbao                  | Athletic Club                  | 1-1       | Brasil                 | Amistoso                         | -               | [ 108 ] |
| 3-06-1998  | Saint-Ouen              | Brasil (1 Asistencia)          | 3-0       | Andorra                | Amistoso                         | -               | [ 109 ] |
| 10-06-1998 | Saint-Denis             | Brasil                         | 2-1       | Escocia                | Copa Mundial de Fútbol de 1998   | -               | [ 110 ] |
| 16-06-1998 | Saint-Denis             | Brasil (1 Asistencia)          | 3-0       | Marruecos              | Copa Mundial de Fútbol de 1998   | Gol             | [ 111 ] |
| 23-06-1998 | Marsella                | Brasil                         | 1-2       | Noruega                | Copa Mundial de Fútbol de 1998   | -               | [ 112 ] |
| 27-06-1998 | París                   | Brasil                         | 4-1       | Chile                  | Copa Mundial de Fútbol de 1998   | Gol · Gol       | [ 113 ] |
| 03-07-1998 | Nantes                  | Brasil (2 asistencias)         | 3-2       | Dinamarca              | Copa Mundial de Fútbol de 1998   | -               | [ 114 ] |
| 07-07-1998 | Marsella                | Brasil                         | 1(4)-1(2) | Países Bajos           | Copa Mundial de Fútbol de 1998   | Gol             | [ 115 ] |
| 12-07-1998 | Saint-Denis             | Francia                        | 3-0       | Brasil                 | Copa Mundial de Fútbol de 1998   | -               | [ 116 ] |
| 28-04-1999 | Barcelona               | F. C. Barcelona                | 2-2       | Brasil (1 Asistencia)  | Amistoso                         | Gol             | [ 117 ] |
| 26-06-1999 | Curitiba                | Brasil                         | 3-0       | Letonia                | Amistoso                         | Gol             | [ 118 ] |
| 30-06-1999 | Ciudad del Este         | Brasil                         | 7-0       | Venezuela              | Copa América 1999                | Gol · Gol       | [ 119 ] |
| 03-07-1999 | Ciudad del Este         | Brasil (1 Asistencia)          | 2-1       | México                 | Copa América 1999                | -               | [ 120 ] |
| 06-07-1999 | Ciudad del Este         | Brasil                         | 1-0       | Chile                  | Copa América 1999                | Gol             | [ 121 ] |
| 11-07-1999 | Ciudad del Este         | Brasil                         | 2-1       | Argentina              | Copa América 1999                | Gol             | [ 122 ] |
| 14-07-1999 | Ciudad del Este         | Brasil (1 Asistencia)          | 2-0       | México                 | Copa América 1999                | -               | [ 123 ] |
| 18-07-1999 | Asunción                | Brasil                         | 3-0       | Uruguay                | Copa América 1999                | Gol             | [ 124 ] |
| 04-09-1999 | Buenos Aires            | Argentina                      | 2-0       | Brasil                 | Amistoso                         | -               | [ 125 ] |
| 07-09-1999 | Porto Alegre            | Brasil (1 Asistencia)          | 4-2       | Argentina              | Amistoso                         | Gol             | [ 126 ] |
| 09-10-1999 | Ámsterdam               | Países Bajos                   | 2-2       | Brasil (2 asistencias) | Amistoso                         | -               | [ 127 ] |
| 23-03-2002 | Fortaleza               | Brasil                         | 1-0       | Yugoslavia             | Amistoso                         | -               | [ 128 ] |
| 17-04-2002 | Lisboa                  | Portugal                       | 1-1       | Brasil                 | Amistoso                         | -               | [ 129 ] |
| 18-05-2002 | Barcelona               | Cataluña                       | 1-3       | Brasil                 | Amistoso                         | -               | [ 130 ] |
| 25-05-2002 | Kuala Lumpur            | Malasia                        | 0-4       | Brasil (1 Asistencia)  | Amistoso                         | Gol             | [ 131 ] |
| 03-06-2002 | Ulsan                   | Brasil                         | 2-1       | Turquía                | Copa Mundial de Fútbol de 2002   | Gol             | [ 132 ] |
| 08-06-2002 | Seogwipo                | Brasil                         | 4-0       | China                  | Copa Mundial de Fútbol de 2002   | Gol             | [ 133 ] |
| 13-06-2002 | Suwon                   | Brasil                         | 5-2       | Costa Rica             | Copa Mundial de Fútbol de 2002   | Gol · Gol       | [ 134 ] |
| 17-06-2002 | Kōbe                    | Brasil                         | 2-0       | Bélgica                | Copa Mundial de Fútbol de 2002   | Gol             | [ 135 ] |
| 21-06-2002 | Shizuoka                | Brasil                         | 2-1       | Inglaterra             | Copa Mundial de Fútbol de 2002   | -               | [ 136 ] |
| 26-06-2002 | Saitama                 | Brasil                         | 1-0       | Turquía                | Copa Mundial de Fútbol de 2002   | Gol             | [ 137 ] |
| 30-06-2002 | Yokohama                | Brasil                         | 2-0       | Alemania               | Copa Mundial de Fútbol de 2002   | Gol · Gol       | [ 138 ] |
| 21-08-2002 | Fortaleza               | Brasil                         | 0-1       | Paraguay               | Amistoso                         | -               | [ 139 ] |
| 20-11-2002 | Seúl                    | Corea del Sur                  | 2-3       | Brasil                 | Amistoso                         | Gol · Gol       | [ 140 ] |
| 12-02-2003 | Cantón                  | China                          | 0-0       | Brasil                 | Amistoso                         | -               | [ 141 ] |
| 29-03-2003 | Oporto                  | Portugal                       | 2-1       | Brasil                 | Amistoso                         | -               | [ 142 ] |
| 30-04-2003 | Guadalajara             | México                         | 0-0       | Brasil                 | Amistoso                         | -               | [ 143 ] |
| 07-09-2003 | Barranquilla            | Colombia                       | 1-2       | Brasil (1 Asistencia)  | Eliminatorias Sudamericanas 2006 | Gol             | [ 144 ] |
| 10-09-2003 | Manaos                  | Brasil                         | 1-0       | Ecuador                | Eliminatorias Sudamericanas 2006 | -               | [ 145 ] |
| 12-10-2003 | Leicester               | Jamaica                        | 0-1       | Brasil                 | Amistoso                         | -               | [ 146 ] |
| 16-11-2003 | Lima                    | Perú                           | 1-1       | Brasil                 | Eliminatorias Sudamericanas 2006 | -               | [ 147 ] |
| 19-11-2003 | Curitiba                | Brasil (1 Asistencia)          | 3-3       | Uruguay                | Eliminatorias Sudamericanas 2006 | Gol · Gol       | [ 148 ] |
| 18-02-2004 | Dublín                  | Irlanda                        | 0-0       | Brasil                 | Amistoso                         | -               | [ 149 ] |
| 31-03-2004 | Asunción                | Paraguay                       | 0-0       | Brasil                 | Eliminatorias Sudamericanas 2006 | -               | [ 150 ] |
| 20-05-2004 | Saint-Denis             | Francia                        | 0-0       | Brasil                 | Amistoso                         | -               | [ 151 ] |
| 25-05-2004 | Barcelona               | España                         | 2-5       | Brasil                 | Amistoso                         | Gol · Gol       | [ 152 ] |
| 02-06-2004 | Belo Horizonte          | Brasil                         | 3-1       | Argentina              | Eliminatorias Sudamericanas 2006 | Gol · Gol · Gol | [ 153 ] |
| 06-06-2004 | Santiago                | Chile                          | 1-1       | Brasil                 | Eliminatorias Sudamericanas 2006 | -               | [ 154 ] |
| 18-08-2004 | Puerto Príncipe         | Haití                          | 0-6       | Brasil (2 asistencias) | Amistoso                         | -               | [ 155 ] |
| 05-09-2004 | São Paulo               | Brasil                         | 3-1       | Bolivia                | Eliminatorias Sudamericanas 2006 | Gol             | [ 156 ] |
| 08-09-2004 | Berlín                  | Alemania                       | 1-1       | Brasil                 | Amistoso                         | -               | [ 157 ] |
| 09-10-2004 | Maracaibo               | Venezuela                      | 2-5       | Brasil (1 Asistencia)  | Eliminatorias Sudamericanas 2006 | Gol · Gol       | [ 158 ] |
| 13-10-2004 | Maceió                  | Brasil                         | 0-0       | Colombia               | Eliminatorias Sudamericanas 2006 | -               | [ 159 ] |
| 17-11-2004 | Quito                   | Ecuador                        | 1-0       | Brasil                 | Eliminatorias Sudamericanas 2006 | -               | [ 160 ] |
| 27-03-2005 | Goiânia                 | Brasil (1 Asistencia)          | 1-0       | Perú                   | Eliminatorias Sudamericanas 2006 | -               | [ 161 ] |
| 30-03-2005 | Montevideo              | Uruguay                        | 1-1       | Brasil                 | Eliminatorias Sudamericanas 2006 | -               | [ 162 ] |
| 17-08-2005 | Split                   | Croacia                        | 1-1       | Brasil                 | Amistoso                         | -               | [ 163 ] |
| 04-09-2005 | Brasilia                | Brasil (1 Asistencia)          | 5-0       | Chile                  | Eliminatorias Sudamericanas 2006 | -               | [ 164 ] |
| 12-10-2005 | Belém                   | Brasil                         | 3-0       | Venezuela              | Eliminatorias Sudamericanas 2006 | Gol             | [ 165 ] |
| 01-03-2006 | Moscú                   | Rusia                          | 0-1       | Brasil                 | Amistoso                         | Gol             | [ 166 ] |
| 30-05-2006 | Basilea                 | FC Lucerna                     | 0-8       | Brasil                 | Amistoso                         | Gol · Gol       | [ 167 ] |
| 04-06-2006 | Ginebra                 | Brasil                         | 4-0       | Nueva Zelanda          | Amistoso                         | Gol             | [ 168 ] |
| 13-06-2006 | Berlín                  | Brasil                         | 1-0       | Croacia                | Copa Mundial de Fútbol de 2006   | -               | [ 169 ] |
| 18-06-2006 | Múnich                  | Brasil (1 Asistencia)          | 2-0       | Australia              | Copa Mundial de Fútbol de 2006   | -               | [ 170 ] |
| 22-06-2006 | Dortmund                | Brasil                         | 4-1       | Japón                  | Copa Mundial de Fútbol de 2006   | Gol · Gol       | [ 171 ] |
| 27-06-2006 | Dortmund                | Brasil                         | 3-0       | Ghana                  | Copa Mundial de Fútbol de 2006   | Gol             | [ 172 ] |
| 01-07-2006 | Fráncfort del Meno      | Brasil                         | 0-1       | Francia                | Copa Mundial de Fútbol de 2006   | -               | [ 173 ] |
| 07-06-2011 | São Paulo               | Brasil                         | 1-0       | Rumania                | Amistoso                         | -               | [ 174 ] |
| Total      |                         | Presencias                     | 113       |                        | Goles                            | 73              |         |

| 10 de junio de 1998 | Escocia      | Saint-Denis | Stade de France                | -                 | Brasil 2–1 Escocia               |      |
| 16 de junio de 1998 | Marruecos    | Nantes      | Stade de la Beaujoire          | Anotado           | Brasil 3–0 Marruecos             |      |
| 23 de junio de 1998 | Noruega      | Marsella    | Stade Vélodrome                | -                 | Brasil 1–2 Noruega               |      |
| 27 de junio de 1998 | Chile        | París       | Parque de los Príncipes        | Anotado · Anotado | Brasil 4–1 Chile                 |      |
| 3 de junio de 1998  | Dinamarca    | Nantes      | Stade de la Beaujoire          | -                 | Brasil 3–2 Dinamarca             |      |
| 7 de julio de 1998  | Países Bajos | Marsella    | Stade Vélodrome                | Anotado           | Brasil 1–1 Países Bajos (4-2 p.) |      |
| 12 de julio de 1998 | Francia      | Saint-Denis | Stade de France                | -                 | Brasil 0–3 Francia               |      |
| 3 de junio de 2002  | Turquía      | Ulsan       | Munsu Football Stadium         | Anotado           | Brasil 2–1 Turquía               | 2002 |
| 8 de junio de 2002  | China        | Seogwipo    | Jeju World Cup Stadium         | Anotado           | Brasil 4–0 China                 | 2002 |
| 13 de junio de 2002 | Costa Rica   | Suwon       | Suwon World Cup Stadium        | Anotado · Anotado | Brasil 5–2 Costa Rica            | 2002 |
| 17 de junio de 2002 | Bélgica      | Kōbe        | Home's Stadium                 | Anotado           | Brasil 2–1 Bélgica               | 2002 |
| 21 de junio de 2002 | Inglaterra   | Shizuoka    | Shizuoka Stadium Ecopa         | -                 | Brasil 2–1 Inglaterra            | 2002 |
| 26 de junio de 2002 | Turquía      | Saitama     | Saitama Stadium 2002           | Anotado           | Brasil 1–0 Turquía               | 2002 |
| 30 de junio de 2002 | Alemania     | Yokohama    | International Stadium Yokohama | Anotado · Anotado | Brasil 2–0 Alemania              | 2002 |
| 13 de junio de 2006 | Croacia      | Berlín      | Olympiastadion                 | -                 | Brasil 1–0 Croacia               | 2006 |
| 18 de junio de 2006 | Australia    | Múnich      | Allianz Arena                  | -                 | Brasil 2–0 Australia             | 2006 |
| 22 de junio de 2006 | Japón        | Dortmund    | Signal Iduna Park              | Anotado · Anotado | Brasil 4–1 Japón                 | 2006 |
| 27 de junio de 2006 | Ghana        | Dortmund    | Signal Iduna Park              | Anotado           | Brasil 3–1 Ghana                 | 2006 |
| 1 de julio de 2006  | Francia      | Fráncfort   | Commerzbank-Arena              | -                 | Brasil 0–1 Francia               | 2006 |

## Participaciones en fases finales
| Mundial                        | Sede                  | Resultado        | Partidos | Goles | Asist. |
| ------------------------------ | --------------------- | ---------------- | -------- | ----- | ------ |
| Copa Mundial de Fútbol de 1994 | Estados Unidos        | Campeón          | 0        | 0     | 0      |
| Copa Mundial de Fútbol de 1998 | Francia               | Subcampeón       | 7        | 4     | 3      |
| Copa Mundial de Fútbol de 2002 | Corea del Sur y Japón | Campeón          | 7        | 8     | 0      |
| Copa Mundial de Fútbol de 2006 | Alemania              | Cuartos de final | 5        | 3     | 1      |
| Total                          | Total                 | Total            | 19       | 15    | 4      |
| Copa América                   | Sede                  | Resultado        | Partidos | Goles | Asist. |
| Copa América 1997              | Bolivia               | Campeón          | 6        | 5     | 1      |
| Copa América 1999              | Paraguay              | Campeón          | 6        | 5     | 2      |
| Total                          | Total                 | Total            | 12       | 10    | 3      |
| Copa Confederaciones           | Sede                  | Resultado        | Partidos | Goles | Asist. |
| Copa Confederaciones 1997      | Arabia Saudita        | Campeón          | 5        | 4     | 2      |
| Total                          | Total                 | Total            | 5        | 4     | 2      |

## Palmarés

### Títulos regionales
| Título              | Club        | Región       | Año  |
| ------------------- | ----------- | ------------ | ---- |
| Campeonato Mineiro  | Cruzeiro    | Minas Gerais | 1994 |
| Campeonato Paulista | Corinthians | São Paulo    | 2009 |

### Títulos nacionales
| Título                        | Club              | País         | Año     |
| ----------------------------- | ----------------- | ------------ | ------- |
| Copa de Brasil                | Cruzeiro          | Brasil       | 1993    |
| Copa de los Países Bajos      | PSV               | Países Bajos | 1995-96 |
| Supercopa de los Países Bajos | PSV               | Países Bajos | 1996    |
| Copa del Rey                  | F. C. Barcelona   | España       | 1996-97 |
| Supercopa de España           | F. C. Barcelona   | España       | 1996    |
| Primera División de España    | Real Madrid C. F. | España       | 2002-03 |
| Supercopa de España           | Real Madrid C. F. | España       | 2003    |
| Primera División de España    | Real Madrid C. F. | España       | 2006-07 |
| Copa de Brasil                | Corinthians       | Brasil       | 2009    |

### Títulos internacionales
| Título                    | Club (*)                     | Sede                | Año     |
| ------------------------- | ---------------------------- | ------------------- | ------- |
| Copa Mundial de Fútbol    | Selección de Brasil          | Estados Unidos      | 1994    |
| Juegos Olímpicos          | Selección Olímpica de Brasil | Estados Unidos      | 1996    |
| Recopa de Europa          | F. C. Barcelona              | Países Bajos        | 1996-97 |
| Copa América              | Selección de Brasil          | Bolivia             | 1997    |
| Copa FIFA Confederaciones | Selección de Brasil          | Arabia Saudita      | 1997    |
| Copa de la UEFA           | Inter de Milán               | Francia             | 1997-98 |
| Copa América              | Selección de Brasil          | Paraguay            | 1999    |
| Copa Mundial de Fútbol    | Selección de Brasil          | Corea del Sur Japón | 2002    |
| Copa Intercontinental     | Real Madrid C. F.            | Japón               | 2002    |

(*) Incluyendo la Selección

### Distinciones individuales
| Distinción                                            | Año              |
| ----------------------------------------------------- | ---------------- |
| Máximo goleador del Sudamericano Sub-17               | 1993             |
| Máximo goleador de la Supercopa Sudamericana          | 1993             |
| Máximo goleador del Campeonato Mineiro                | 1994             |
| Máximo goleador de la Eredivisie                      | 1995             |
| Balón de Plata                                        | 1996             |
| Jugador Mundial de la FIFA                            | 1996, 1997, 2002 |
| Premio World Soccer al mejor jugador del mundo        | 1996, 1997, 2002 |
| Premio RSS al mejor futbolista del año                | 1996, 1997, 2002 |
| Trofeo EFE                                            | 1997, 2003       |
| Trofeo Bravo                                          | 1997, 1998       |
| Premio Don Balón                                      | 1997             |
| Bota de Oro                                           | 1997             |
| Mejor jugador de la Copa América                      | 1997             |
| Balón de Oro                                          | 1997, 2002       |
| Once de Oro                                           | 1997, 2002       |
| Mejor goleador del mundo según la IFFHS               | 1997             |
| Parte del equipo del año de la European Sports Media  | 1997, 1998       |
| Trofeo Pichichi                                       | 1997, 2004       |
| Futbolista del Año en la Serie A                      | 1998             |
| Futbolista Extranjero del Año en la Serie A           | 1998             |
| Balón de Oro de la Copa Mundial de Fútbol             | 1998             |
| Parte del Equipo Ideal de la Copa Mundial de Fútbol   | 1998, 2002       |
| Jugador del Año de la UEFA                            | 1998             |
| Delantero del Año de la UEFA                          | 1998             |
| Balón de Bronce                                       | 1998             |
| Máximo goleador de la Copa América                    | 1999             |
| Balón de Plata de la Copa Mundial de Fútbol           | 2002             |
| Bota de Oro de la Copa Mundial de Fútbol              | 2002             |
| Mejor jugador de la Copa Intercontinental             | 2002             |
| Parte del Equipo del año UEFA                         | 2002             |
| FIFA 100                                              | 2004             |
| Máximo goleador de las Eliminatorias Sudamericanas    | 2005             |
| MVP contra Japón en la Copa Mundial de Fútbol de 2006 | 2006             |
| Bota de Bronce de la Copa Mundial de Fútbol           | 2006             |
| Golden Foot                                           | 2006             |
| Marca Leyenda                                         | 2011             |
| Miembro del Salón de la Fama del fútbol italiano      | 2015             |
| Miembro del Salón de la Fama del Fútbol               | 2016             |
| Once histórico del Balón de Oro                       | 2020             |